# تپه گردخولینه ۲
تپه گردخولینه ۲ مربوط به هزاره اول قبل از میلاد است و در شهرستان نقده، بخش محمدیار، دهستان المهدی، روستای گردقیط واقع شده و این اثر در تاریخ ۲۵ آبان ۱۳۸۷ با شمارهٔ ثبت ۲۳۵۴۹ به‌عنوان یکی از آثار ملی ایران به ثبت رسیده است.